# Trox nanniscus
Trox nanniscus är en skalbaggsart som beskrevs av Louis Albert Péringuey 1901. Trox nanniscus ingår i släktet Trox och familjen knotbaggar. Inga underarter finns listade i Catalogue of Life.